# ميخائيل هيوي (لاعب كرة قدم أمريكية)
ميخائيل هيوي (بالإنجليزية: Michael Huey)‏ هو لاعب كرة قدم أمريكية أمريكي، ولد في 28 سبتمبر 1988 في لونغفيو في الولايات المتحدة.

## وصلات خارجية
- ميخائيل هيوي على موقع مرجع كرة القدم المحترفة.كوم (الإنجليزية)
- ميخائيل هيوي على موقع JustSportsStats.com (الإنجليزية)